# Švédsko na Zimních olympijských hrách 1994
Švédsko na Zimních olympijských hrách 1994 v Lillehammeru reprezentovalo 84 sportovců, z toho 64 mužů a 20 žen. Nejmladším účastníkem byla Glenn Olsson (17 let, 151 dní), nejstarším pak Mats Näslund (34 let, 105 dní). Reprezentanti vybojovali 3 medailí, z toho 2 zlaté a 1 stříbrnou.

## Medailisté
| Medaile | Jméno | Sport                | Disciplína             |
| ------- | --- | -------------------- | ---------------------- |
| Zlato   | Pernilla Wibergová | Alpské lyžování      | ženy kombinace         |
| Zlato   | Håkan Algotsson Jonas Bergkvist Charles Berglund Andreas Dackell Christian Due-Boje Niklas Eriksson Peter Forsberg Roger Hansson Roger Johansson Jörgen Jönsson Kenny Jönsson Tomas Jonsson Patrik Juhlin Patric Kjellberg Håkan Loob Mats Näslund Stefan Örnskog Leif Rohlin Daniel Rydmark Tommy Salo Fredrik Stillman Mikael Sundlöv Magnus Svensson | Lední hokej          | turnaj mužů            |
| Stříbro | Marie Lindgrenová | Akrobatické lyžování | ženy akrobatické skoky |